# Bitva u Krašniku
Bitva u Krašniku, která se uskutečnilo mezi 23. a 25. srpen 1914, byla první větší bitvou první světové války mezi rakousko-uherskou a ruskou armádou. K bitvě došlo na východní frontě nedaleko města Kraśnik na území Kongresového Polska. V důsledku bitvy u Krašniku byly poražené ruské jednotky donuceny stáhnout se k Lublinu.

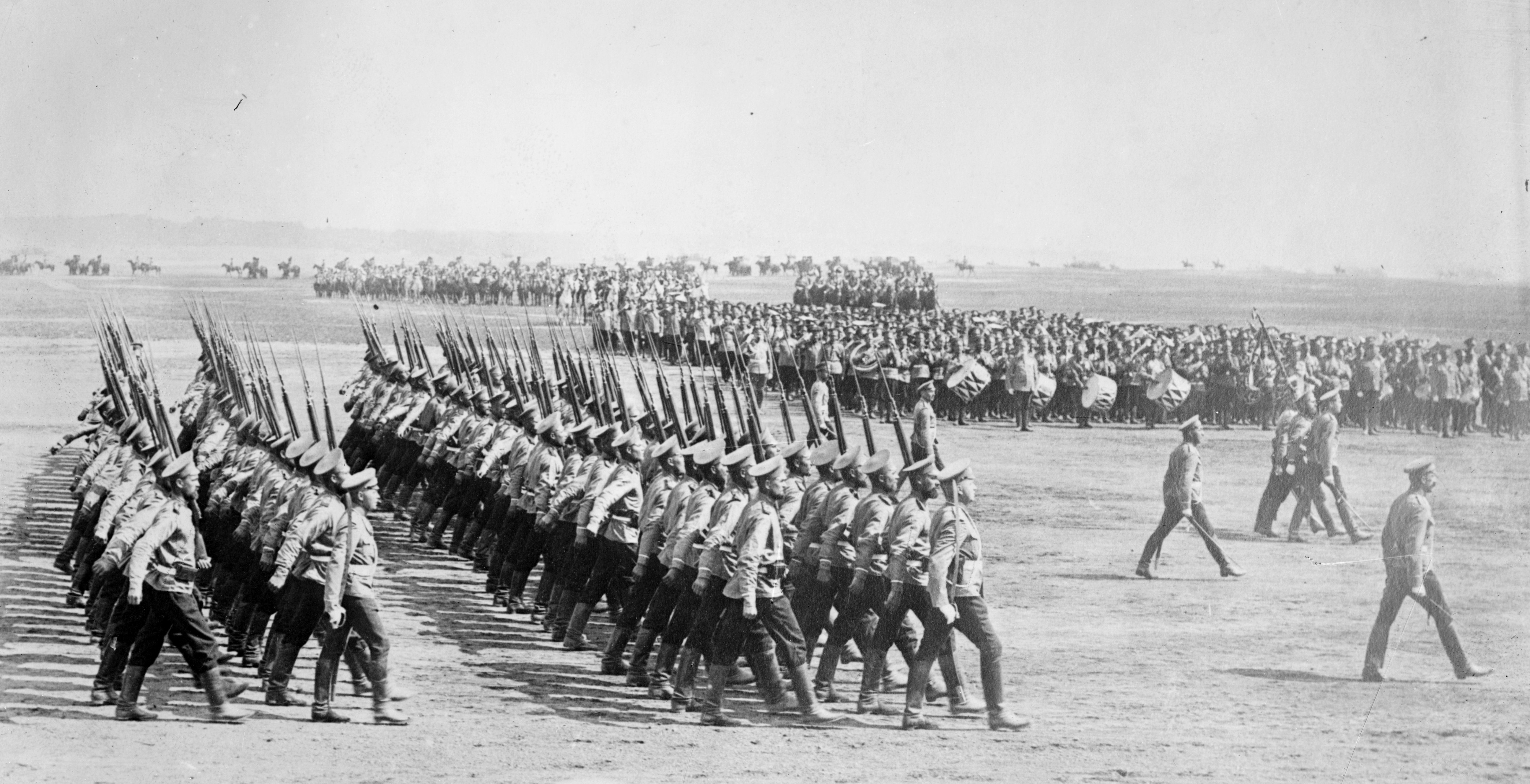
Ruská pěchota

V první fázi 1. světové války bylo do rakousko-uherské armády zmobilizovány přes 3 milióny vojáků, z toho Češi tvořili asi 435 tisíc mužů. Rakousko-uherská armáda se rozvíjela na dolním toku řeky San, mezi pevností Přemyšl a ústím Sanu do Visly. Její ostudná porážka od Srbů na Drině podlomila reputaci a tak potřebovala jiný úspěch. Dne 22. srpna se jednotky generála Viktora Dankla srazily s dvěma ruskými sbory. Dříve, než mohly dorazit další posily, přinutil generál Dankl Rusy k boji. Tak se rozvinula třídenní bitva, která skončila vítězstvím rakousko-uherských zbraní a umožnila průnik na území nepřítele jižně od Lublina. První ofenzíva tak odvrátila pozornost od neúspěchů na srbské frontě, ovšem ne na dlouho. Ruská 3. a 8. armáda se odhodlala k útoku na Halič a začala vytlačovat rakousko-uherská vojska zpět. Válka se přenesla na rakouské území a v polovině září ustál pohyb fronty. Boje stály Rakousko-Uhersko v roce 1914 na této frontě čtvrt miliónu padlých a zraněných. Mobilní boje se přeměnily v zákopovou válku a prostí vojáci poznali, že nebudou doma dřív, než spadne listí.Viktor Dankl byl povýšen na šlechtice a jako šlechtické jméno přijal von Krasnik.